# مرضي الأذينة
مرضي عبد الله راضي الأذينة، (1924 - 1993) نائب سابق في مجلس الأمة الكويتي.

## السيرة البرلمانية
شارك في انتخابات مجلس الأمة الكويتي 1963 في الدائرة التاسعة وحصل على المركز الرابع برصيد 569 صوت وفاز بالانتخابات ، وشارك في انتخابات مجلس الأمة الكويتي 1967 في الدائرة التاسعة وحصل على المركز الرابع برصيد 735 صوت وفاز بالانتخابات ، وشارك في انتخابات مجلس الأمة الكويتي 1971 في الدائرة التاسعة وحصل على المركز الثاني برصيد 986 صوت وفاز بالانتخابات ، وشارك في انتخابات مجلس الأمة الكويتي 1975 في الدائرة التاسعة وحصل على المركز الرابع برصيد 956 صوت وفاز بالانتخابات ، وشارك في انتخابات مجلس الأمة الكويتي 1981 في الدائرة الثانية عشر وحصل على المركز الثاني برصيد 316 صوت وفاز بالانتخابات ، وشارك في انتخابات مجلس الأمة الكويتي 1985 في الدائرة الثانية عشر وحصل على المركز الرابع برصيد 331 صوت وخسر بالانتخابات.